# Котеляк, Лидия Леонидовна
Лидия Леонидовна Котеляк (укр. Лідія Леонідівна Котеляк; род. 13 января 1963, село Селец, Житомирская область) — украинский политический общественный деятель. Народный депутат Украины. Член партии Всеукраинское объединение «Батькивщина» с 2008 года, первый заместитель председателя Львовской областной партийной организации с 2010 года. Председатель Львовской областной общественной организации «Женщины Батькивщины» с 2008 года.

## Образование
В 1980 году окончила школу с отличием. В 1983 году окончила Львовский техникум легкой промышленности с красным дипломом. В 1996 году окончила Государственный университет «Львовская Политехника», экономический факультет.

## Карьера
- 1983—1988 — товаровед Львовской фабрики индивидуального пошива.
- 1989—1989 — контролёр Львовского комбината общественного питания.
- 1992—1994 — товаровед кооператива «Фасад».
- 1994—1995 — товаровед ООО «Галес».
- 1995 — до момента избрания — директор ООО «Лида» (студия звукозаписи).

На парламентских выборах 2012 года была избрана народным депутатом Украины от партии Всеукраинское объединение «Батькивщина» по одномандатному мажоритарному избирательному округу № 123. По результатам голосования одержала победу, набрав 30,12 % голосов избирателей. В Верховной Раде стала председателем подкомитета по вопросам охраны атмосферного воздуха, изменения климата, научных исследований, экологического образования Комитета по вопросам экологической политики, природопользования и ликвидации последствий Чернобыльской катастрофы.
На досрочных парламентских выборах 2014 года, баллотируясь от партии «Народный фронт» в 121 округе, заняла 3-е место, набрав 11,55 % голосов избирателей.

## Семья
Муж Котеляк Владимир Эдуардович. Сыновья Цибран Андрей Игоревич и Котеляк Владимир Владимирович.